# 珠穆隆索峰
珠穆隆索峰是中国西藏自治区境内的一座山峰，主峰海拔7816（一说7804、7790）米。珠穆隆索峰是世界第五高峰马卡鲁峰北山脊上的卫峰。共有三个顶峰，主峰位于南部，中峰和北峰海拔分别为7540米和7199米。1954年来自法国的简·库日和莱昂内尔·泰瑞首次登上了主峰。中峰和北峰目前还是未登峰。